# Honda Z
Der Honda Z ist ein kleines Coupé mit vier Sitzen, das bei Honda auf der Basis der N600-Limousine 1970 entstand. Dieser Sportwagen war in Japan ein Kei-Car. Exportiert wurde er mit größerem Motor. Das Exportmodell blieb unverändert, während das japanische Modell ab 1972 mit wassergekühltem statt mit luftgekühltem Motor auf der Plattform des Life angeboten wurde.
Fast 25 Jahre vergingen, bis es ab 1998 wieder einen Z gab: ein Coupe mit Unterflur-Mittelmotor und Allradantrieb. Aber auch dieser Z wurde bereits nach kurzer Zeit, im Jahr 2002, wieder eingestellt.

## Modell- und Motorenübersicht

### Coupé von 1970 bis 1974
Das Coupé Honda Z ist der Sportwagen zur N-Serie. 
Nach den Erfahrungen mit dem untermotorisierten N360 erhielt das Z-Coupé für den Export den Motor des N600 mit einem Hubraum von 598 cm³. Von 1970 bis 1971 bot Honda den Z360 auf der Plattform des N360 an und von 1970 bis 1974 im Export den Z600 auf der Plattform des N600 an. Wegen des auffälligen Rahmens um das aufklappbare Heckfenster wurde es „Taucherbrille“ genannt. Die Ladekante unter dem Fenster ist verhältnismäßig hoch. Das Ersatzrad hat eine separate Heckklappe, die die hintere Stoßstange dreiteilt.
Im Z600 Coupé wurde bis zum Ende der Produktion der luftgekühlte Zweizylinder-Viertaktmotor des N600 mit obenliegender Nockenwelle in verschiedenen Leistungsstufen eingebaut: In der Version für Europa mit einer Verdichtung von 8,5 : 1 leistete er 36 PS bei 6000/min. Über ein Vierganggetriebe werden die Vorderräder angetrieben. Das Fahrwerk mit MacPherson-Aufhängung vorn und Starrachse mit Blattfedern hinten entspricht dem der US-amerikanischen Limousine (Festland außer Hawaii).
US-Versionen sind leicht an Stoßstangenbügeln an der vorderen Stoßstange und großen Seitenmarkierungsleuchten (side marker lights) zu erkennen. Wie bei der Limousine gab es eine Doppelvergaser-Variante mit höherer Leistung (Z360). Bereits 1971 wurde das Z360 Coupe auf dem einheimischen Markt durch einen Nachfolger mit dem neuen wassergekühlten Motor vom Life ersetzt, der an der etwas längeren Front und der nach vorn versetzten Vorderachse erkennbar war.
In Deutschland wurde das Z600-Coupé nicht offiziell angeboten. Aber ein großer Teil der insgesamt 918 Fahrzeuge, die in Europa zugelassen wurden, gelangte über Frankreich oder die Schweiz nach Deutschland. Allerdings wurden sie häufig wie beim N250 für Besitzer eines Führerscheins der Klasse IV für Fahrzeuge bis 250 cm³ (der vor dem 1. Dezember 1954 erworben worden war) umgebaut. Danach konnte das ASS-250 Z genannte Fahrzeug natürlich nicht mehr als Sportwagen bezeichnet werden.
1971 erhielt das Z360-Coupé die Plattform des Life mit dem neuen wassergekühlten Motor. Beim Z600 Coupe änderte sich bis zum Ende der Produktion dagegen nichts. 1972 erschien das Coupe in Japan als Z360 Hardtop mit voll versenkbaren hinteren Seitenscheiben ohne B-Säule. Auf das separate Fach für das Reserverad wurde verzichtet, sodass die hintere Stoßstange in zwei Segmente aufgeteilt werden konnte.
Modelle
| Typcode | Modell  | von–bis   | Bauart | Hubraum | kW (PS)                       |
| ------- | ------- | --------- | ------ | ------- | ----------------------------- |
| AZ360   | Coupe   | 1970–1971 | Coupe  | 354 cm³ | 20 (27)                       |
| AZ600   | Coupe   | 1970–1974 | Coupe  | 598 cm³ | 26 (36)(USA) 28 (38) (Europa) |
| SA      | Coupe   | 1971–1972 | Coupe  | 356 cm³ | 26 (36) (2 Vergaser)          |
| SA      | Hardtop | 1972–1974 | Coupe  | 356 cm³ | 26 (36) (2 Vergaser)          |

### Coupe von 1998 bis 2002

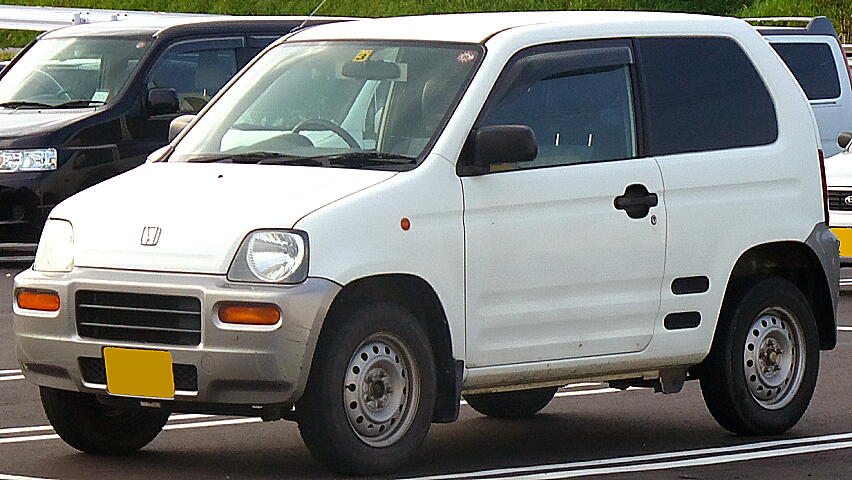
Honda Z (1998–2002)

Die zweite Generation des Honda Z aus dem Jahr 1998 war, wie sein Vorgänger, ein eher sportliches Kei-Car – gab es doch ein Modell mit Turbo-Motor –, obwohl er auch als Micro-SUV angesehen werden könnte. 
Der Motor wurde vom parallel verkauften Honda Life übernommen, Plattform und Karosserie waren jedoch eigenständige Entwicklungen.
Das Modell hatte einige technische Besonderheiten: Der Mittelmotor – nach dem NSX und dem Beat erst der dritte Honda Serien-Pkw mit diesem Antriebskonzept – war als Unterflurmotor eingebaut und bewirkte eine bessere Gewichtsverteilung. Außerdem hatte der Wagen Allradantrieb und ein automatisches Vierganggetriebe.
Modelle
| Typcode | Modell                 | von–bis   | Bauart   | Hubraum | kW (PS) |
| ------- | ---------------------- | --------- | -------- | ------- | ------- |
| PA1     | Z, Super Emotion       | 1998–2002 | MicroSUV | 656 cm³ | 38 (52) |
| PA1     | Z Turbo, Super Emotion | 2000–2002 | MicroSUV | 656 cm³ | 47 (64) |

## Sonstiges
Der italienische Karossier Zagato schuf 1970 auf der Basis des N360 einen Buggy mit dem Namen Hondina Youngstar, der in kleiner Stückzahl in Italien verkauft wurde.
In der australischen Krimi-Komödie Malcolm aus dem Jahr 1986 wird ein umgebauter, in zwei Hälften teilbarer Z360 als Fluchtauto bei einem Bankraub eingesetzt.